# Lee Valley Park
Lee Valley Park är en park i Storbritannien.   Den ligger i grevskapet Greater London och riksdelen England, i den södra delen av landet, i huvudstaden London. Lee Valley Park ligger 8 meter över havet.
Terrängen runt Lee Valley Park är platt. Runt Lee Valley Park är det mycket tätbefolkat, med 9 644 invånare per kvadratkilometer. Närmaste större samhälle är City of London, 7,0 km söder om Lee Valley Park. Runt Lee Valley Park är det i huvudsak tätbebyggt.